# Troels Oerting
Troels Oerting, dänisch Troels Ørting Jørgensen (* 1957 in Padborg) ist ein dänischer Polizist. Er war bis Februar 2015 Assistant Director von Europol (seit 2009) und Leiter der im Januar 2013 gegründeten Europäisches Zentrum zur Bekämpfung der Cyberkriminalität (EC3). Des Weiteren leitete Oerting bis auf weiteres das Terrorismusabwehr- und Finanzermittlungszentrum von Europol.
Mit diesen Aufgaben war Oerting verantwortlich für die Leistungen von zehn Abteilungen, die im Auftrag der EU-Mitglieder spezielle Polizeiaufgaben erfüllen, darunter ein 24/7-Kommando- und Kontrollzentrum, Analyse, Wissensmanagement, Öffentlich-private Partnerschaften, organisiertes Verbrechen im Allgemeinen und Verbrechens-Netzwerke, Wirtschaftskriminalität, Geldwäsche, Korruption, Geldfälschung, Kreditkartenbetrug, Terrorismus, Extremismus, illegale Drogen, Piraterie, Menschenhandel, Computerkriminalität, sexueller Missbrauch von Kindern unter Verwendung des Internets sowie Programme zur Verfolgung von terrorbezogenen Finanzflüssen. Er verantwortete die Strategie und die Zusammenarbeit mit Interpol, Frontex, FATF und den Beziehungen zu internationalen Partner wie den Vereinigten Staaten oder Russland. Im September 2013 wurde Oerting vom Security Magazine auf der Basis von Nennungen aus dem Sicherheitsumfeld als einer der 20 einflussreichsten Personen im Sicherheitsbereich benannt.
Im Februar 2015 teilte Europol mit, dass Oerting diese Positionen aufgab, um Chief Information Security Officer (CISO) von Barclays zu werden. Er selbst kommentierte seinen Wechsel nicht.

## Werdegang
Oerting begann seine Karriere in der dänischen Polizei mit seinem Eintritt 1980.
Er war Direktor des National Criminal Intelligence Service (NCIS). 1997 wechselte er zur Leitung der dänischen Polizeibehörde für Schwerverbrechen und organisierte Kriminalität (SOCA). Diese Abteilung bekämpft organisierte Kriminalität von lokaler bis zu globaler Reichweite. SOCA verwaltet auch die Kontakte zu Interpol, Europol, der Baltic Sea Task Force on Organized Crime und anderen wichtigen Partnern. SOCA übernimmt in Dänemark auch den Zeugenschutz und Verhandlungen mit Geiselnehmern.
Wie in skandinavischen Ländern üblich ist der Inlandsgeheimdienst in Dänemark ein Teil des Polizeiapparats. So wechselte Oerting als Direktor und Leiter des dänischen Inlandsnachrichtendienst Politiets Efterretningstjeneste (PET), den er bis zum 1. Januar 2008 leitete. Hier war er verantwortlich für Terrorismus- und Spionageabwehr unter Einbeziehung von externen Partnern.
Oerting wechselte als Assistant Director zu Europol, wo er die Abteilung Information Management und Technologie leitete und die IT-Strategie von Europol von 2010 bis 2014 entwickelte.
Ab Januar 2013 leitete Oerting das neu gegründete Europäische Zentrum zur Bekämpfung der Cyberkriminalität (EC3) in Den Haag.
Oerting ist Vorstandsmitglied in verschiedenen internationalen Polizeiorganisationen. Beispielsweise leitete er die nationalen Gruppen in Europol HENU (Heads of Europol National Units) und war Vorsitzender der PTN-Zusammenarbeit (Nordic Police Task Force Cooperation) und Vorsitzender der Beratungsgruppe dänische Polizeichefs.
Im Auftrag von Europol leitete Oerting die Europäische Delegationen zur Southeast European Cooperative Initiative (SECI), Interpol, Maritime Analysis and Operations Centre (MAOC) der Baltic Sea Task Force, CATS, COSI, CTWG. Er ist Referent an dänischen Polizeiakademien.
Oerting hat einen Kriminalroman geschrieben, der nur auf Dänisch veröffentlicht wurde (Operation Gamma, 2007, Dänemark).